# 東胤頼
東 胤頼（とう たねより）は、平安時代末期から鎌倉時代初期の武将。千葉氏の一族。千葉常胤の六男。東氏、遠藤氏の祖。胤頼は六男であり従五位の別称大夫を付し、東六郎大夫と称した。

## 生涯
以仁王の挙兵時には大番役として在京していた。吾妻鏡によると収束後関東に下り、共に大番役を終えたばかりの三浦義澄と伊豆国の源頼朝の下に参上している。この際に以仁王の挙兵の詳細を報告し、頼朝に対して何らかの決断を促した、もしくは既に決起を決心していた頼朝から何らかの指示を受け取ったと考えられている。
後下総国に戻り、父常胤に対して安房国へ逃れた頼朝への加勢と下総目代を誅することを主張、常胤もこれを認めて頼朝の軍に合流する事を決定し、胤頼は千葉荘を後にするに際し長兄胤正の子成胤と共に下総目代を襲い攻め滅ぼした。そのため下総国千田荘領家で皇嘉門院判官代の藤原親政が千余騎を率いて千葉荘に侵入、千葉荘に戻った成胤と合戦になり、わずか七騎で迎え撃った成胤が絶体絶命のなか遂に親政を生虜にしたと言う。平家の総帥清盛の姉婿親政を生虜にしたことで様子見していた上総広常など坂東の武士団がこぞって頼朝の軍に合流、関東における頼朝の軍事力は平家方の勢力を大きく上回る事になった。
この後、頼朝は治承・寿永の乱を制し、下総国を掌握した常胤より東荘を相続され、以降胤頼の子孫は東氏を名乗る事になる。
その他『吾妻鏡』には一ノ谷の戦い、奥州合戦などに名を残す。また建久元年（1190年）の頼朝の上洛にも随員として記されている。以降記録から胤頼の名は消え、子、重胤に家督を譲ったと考えられている。
文治2年（1186年）の正月、頼朝が鶴岡八幡宮に参拝した際に、宮の庭上に着座した供奉人の中で胤頼が父である常胤のほぼ真正面の位置に座したことが、子が父に対して公の場で正対して座すると言う同格の振舞を行ったとして秩序の逸脱であるとして、直後の埦飯の席で御家人の間で問題視された。これに対して頼朝は、大番役の際に胤頼が叙された位は貴族とされ昇殿を許されるとされる従五位下であり、これは父常胤の位の正六位上とは歴然とした違いがある。また上西門院に仕えることでは同じであり、「官位は朝廷より賜った物であるので、これに従う事」として、御家人の座次は父子の秩序よりも官位の秩序を優先させる方針を説明した。胤頼が父より高位を贈られた理由として、和歌などの文芸に通じていたともされ、後に東氏は歌道において古今伝授を行いうる地位を確立するが、その源流がここに見て取れる。
その後、晩年には出家して法然上人の弟子になった胤頼は法阿弥陀仏（法阿）と称していた。嘉禄3年（1227年）に発生した嘉禄の法難の際には、延暦寺の僧兵から法然の遺骸を守るために、蓮生（宇都宮頼綱）、信生（塩谷朝業）兄弟、道弁（渋谷七郎）などの出家者や六波羅探題の武士団らとともに、東山の法然廟所から二尊院までの遺骸移送の護衛にあたった。

## 画像集

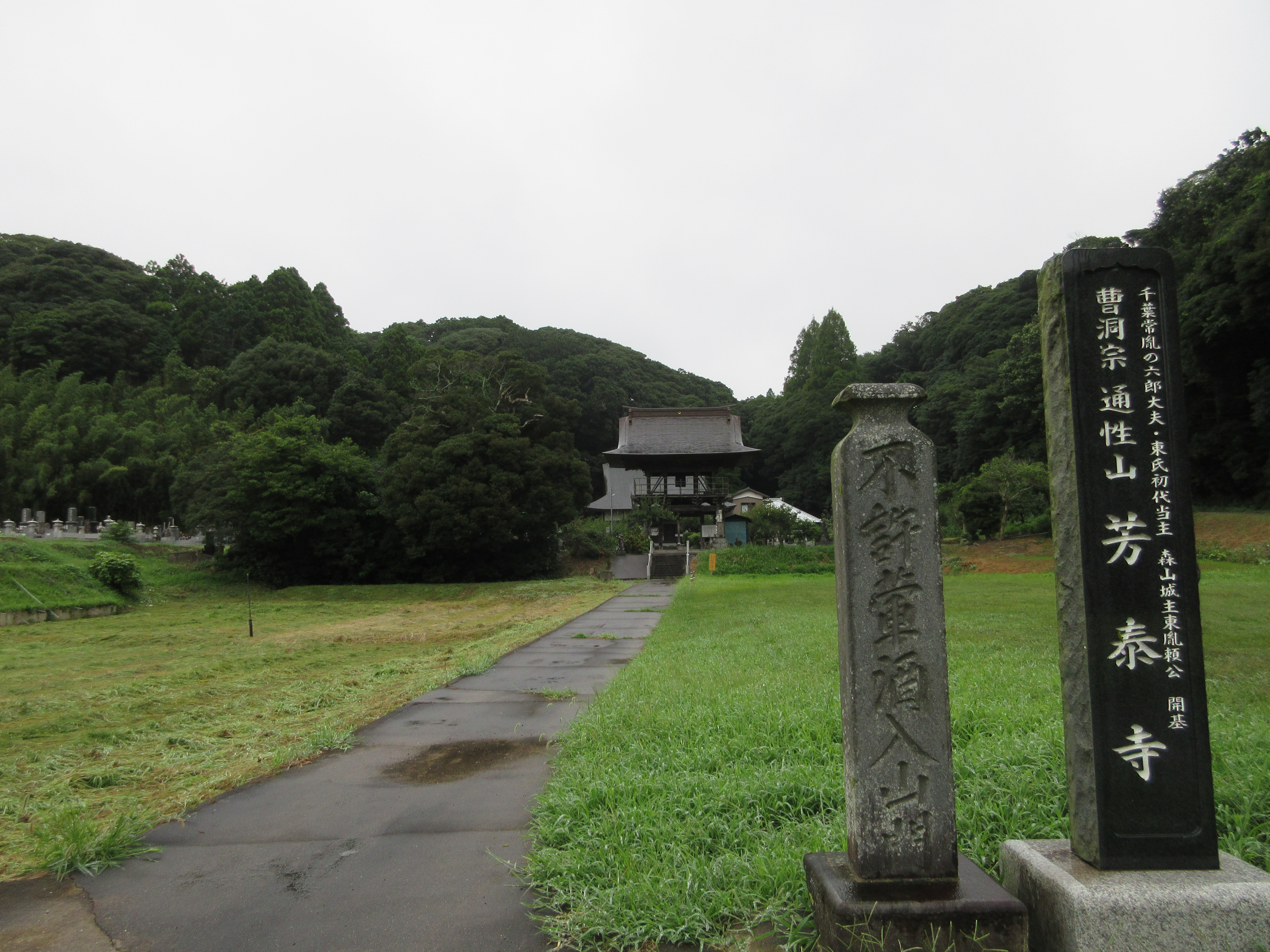
芳泰寺（千葉県香取市）（千葉県香取市岡飯田598、最寄JR成田線笹川駅）
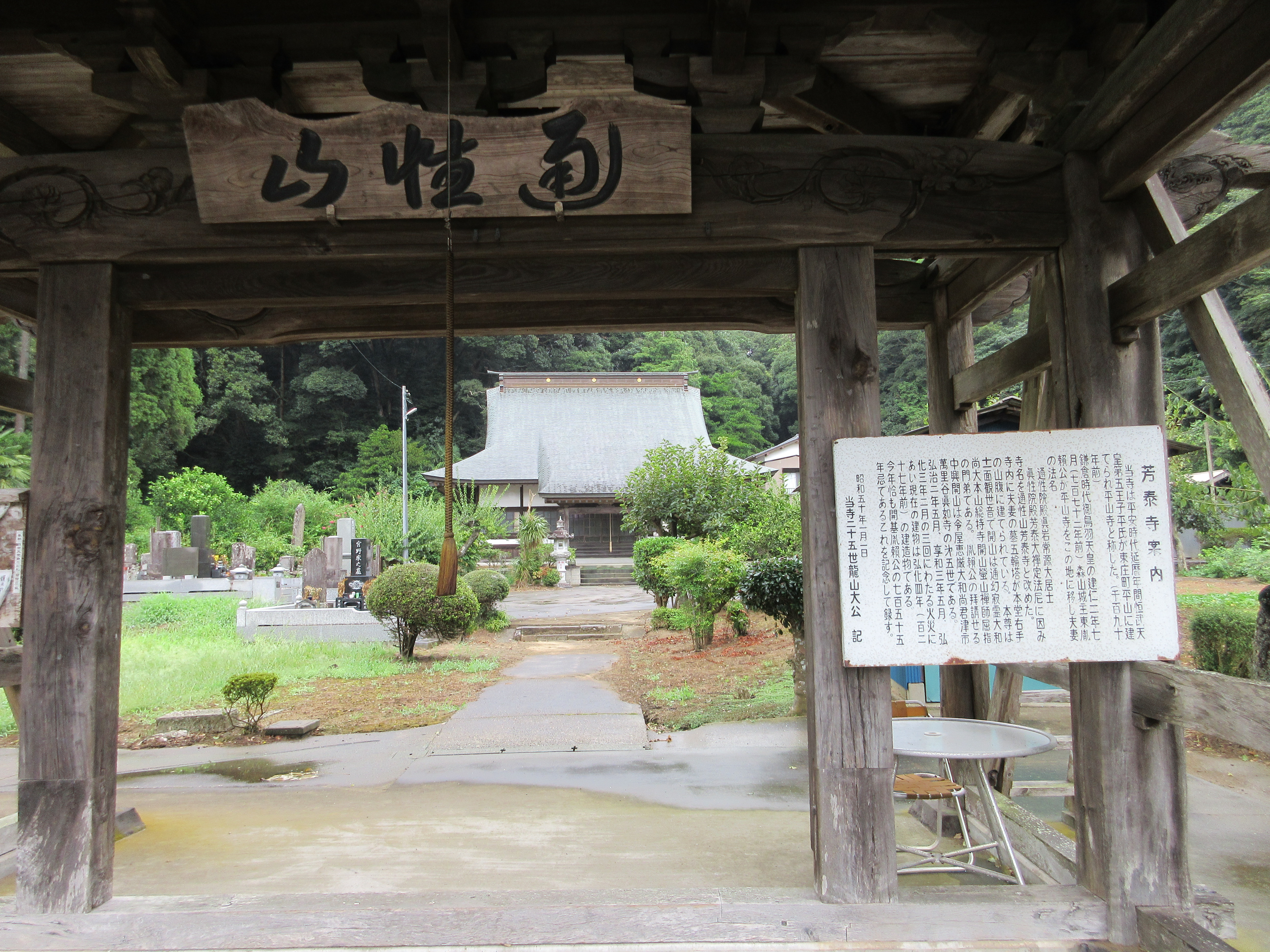
芳泰寺（香取市）山門から本堂(向って左側に東胤頼公夫妻墓、案内板は本堂右手）
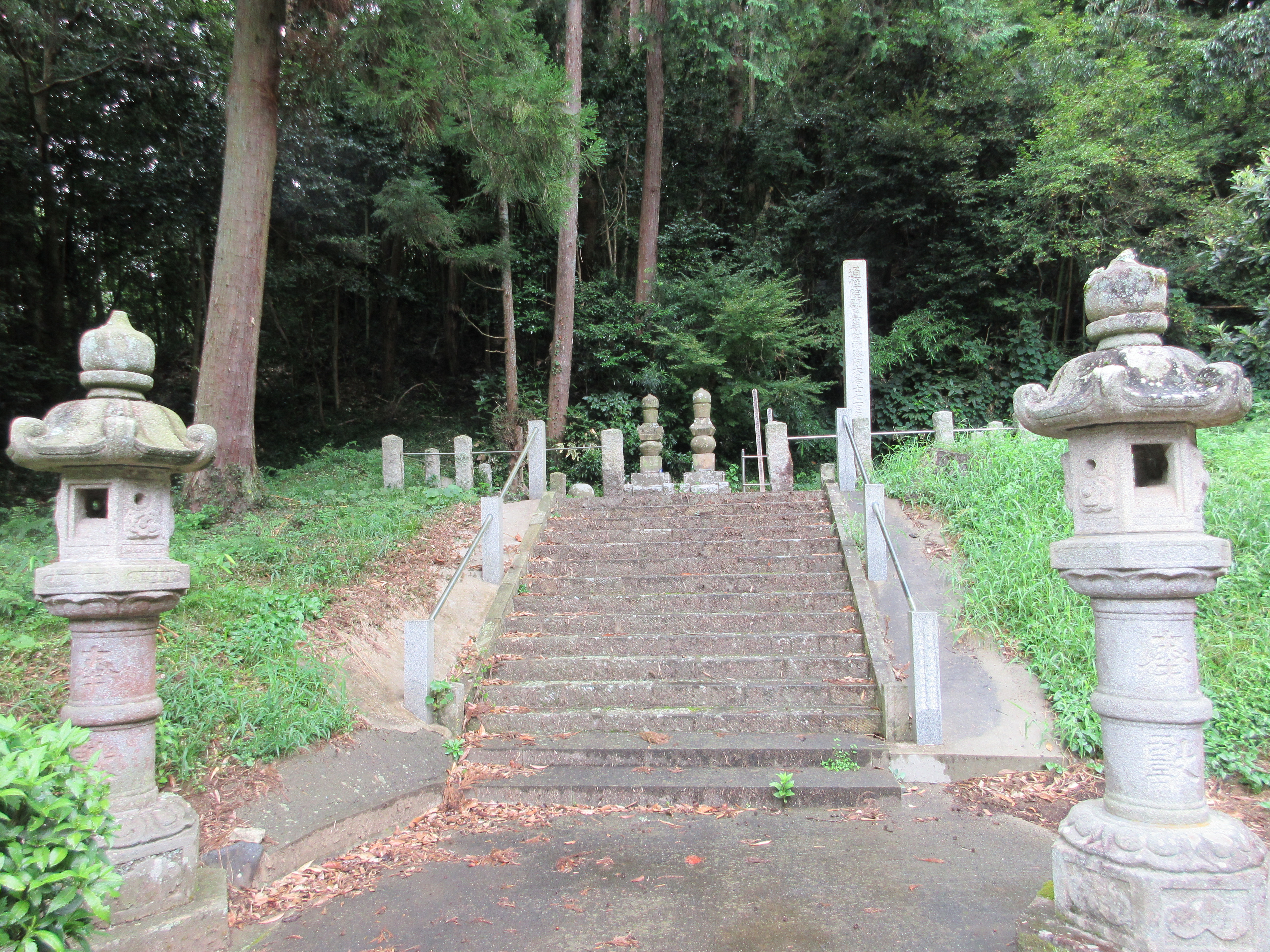
東胤頼公夫妻墓(芳泰寺本堂向かって左側）

## 関連作品
テレビドラマ
- 『炎立つ』（1993年-1994年、NHK大河ドラマ、演：山口眞司）